# شاين إيلين
شاين إيلين (بالإنجليزية: Shane Ellen)‏ هو لاعب كرة قدم أسترالي، ولد في 1973. لعب مع ويسترن بلدوغز.

## وصلات خارجية
- شاين إيلين على موقع AustralianFootball.com (الإنجليزية)
- شاين إيلين على موقع AFLtables.com (الإنجليزية)